# Plakina weinbergi
Plakina weinbergi är en svampdjursart som beskrevs av Muricy, Boury-Esnault, Bézac och Jean Vacelet 1998. Plakina weinbergi ingår i släktet Plakina och familjen Plakinidae.
Artens utbredningsområde är havet utanför Turkiet. Inga underarter finns listade i Catalogue of Life.